# Citya immobilier
Citya immobilier est une entreprise indépendante d'administration de biens française. La société, fondée sous la désignation de « Le Syndic », est créée à Tours en 1990 par Philippe Briand, puis rebaptisée Citya Immobilier en 2003.

## Historique du groupe

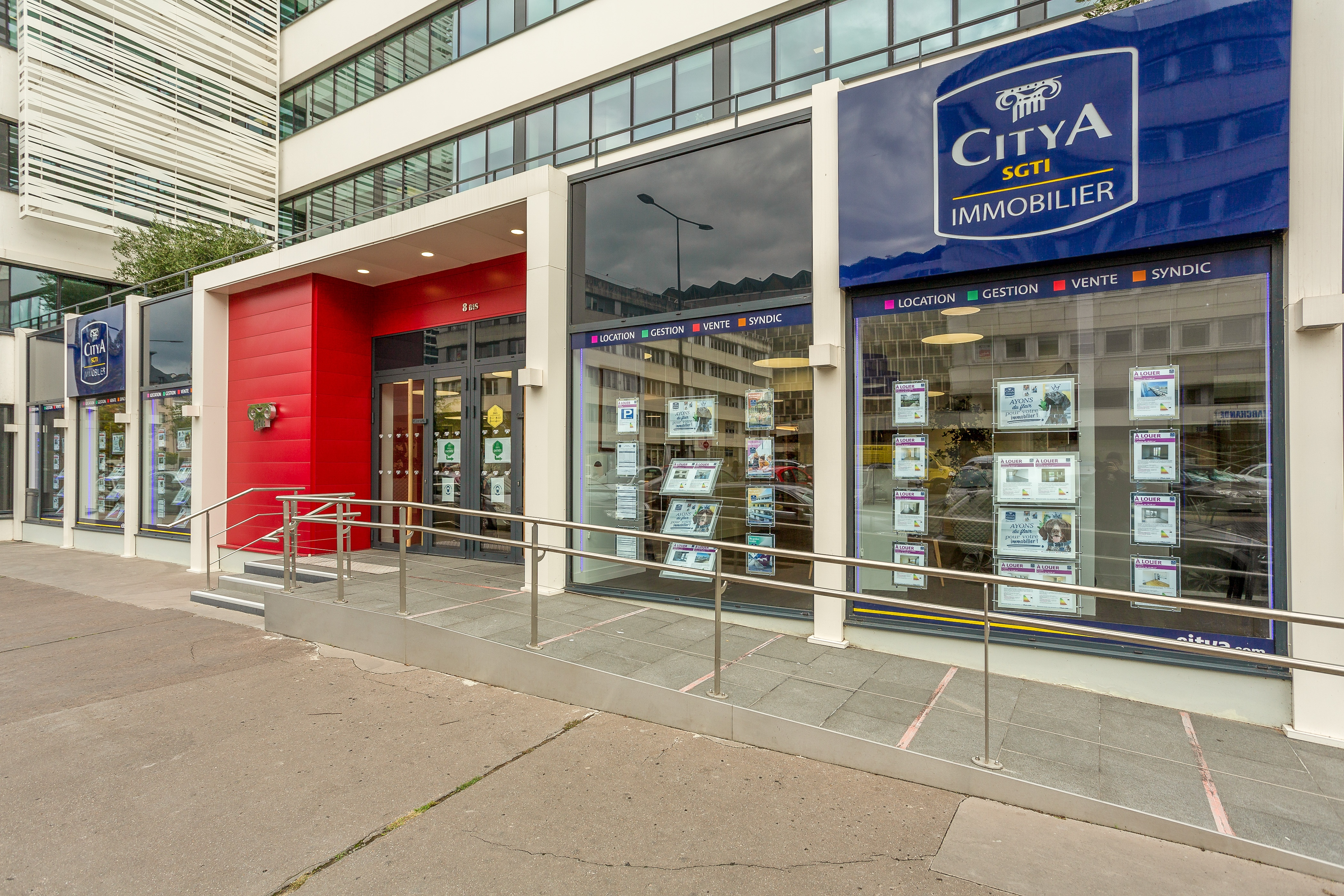
Agence immobilière Citya Immobilier à Tours

En 1990, Philippe Briand achète son premier cabinet à Tours. En 1995, il ouvre un nouveau cabinet au Mans. Citya Immobilier, au travers de sa holding Arche, se rapproche du groupe Sit en 2010.

## Activité et filiales
Entreprise familiale, Citya Immobilier est un réseau d'administrateurs de biens qui propose les services suivants : location, gérance, transactions immobilières, et syndic de copropriété. Par sa société holding Arche, Philippe Briand est également actionnaire des sociétés Citya Assurances, Saint-Pierre Assurances, Snexi (états de lieux et diagnostics immobiliers), API Financement (courtage financier) dont les services sont vendus par les agences Citya Immobilier.

## Données économiques
En 2022, Citya Immobilier compte 250 agences immobilières locales sur 200 villes et 4 000 collaborateurs,.

## Actualités
Certains procédés de Citya ont été mis en cause par l'association de défense des consommateurs UFC Que choisir, notamment sur la vente forcée au service i-Citya, des aides facturées aux propriétaires pour leurs déclarations de revenus fonciers, vente de produit d'assurance propriétaire non occupant, auxquels Citya a répondu par voie de presse.
Citya Immobilier a été élue Champion de la Relation Client 2022.
En 2024, plusieurs collaborateurs de l'entreprise remettent en question le management des agences et du siège, notamment celui effectué par le fondateur Philippe Briand.

## Controverse
Le 6 février 2024, le média l'Informé publie en ligne une enquête consacrée aux coulisses du groupe Arche, dont les agences Citya, mais aussi Guy Hoquet et Century 21. Dans l'article, d'anciens salariés dénoncent des burn-out, brimades et licenciements abusifs. Le 22 mars 2024, un nouvel article du même média relate de nouveaux témoignages accablant le management chez Citya. Le 2 avril 2024, c'est le journal La Nouvelle République qui fait état du témoignage de collaborateurs d'une agence Citya, et dépeignent un climat délétère, se plaignant des méthodes de management du directeur.